# Neratinib

Neratinib

Neratinib, comercializado sob a marca Nerlynx, é um medicamento quimioterapêutico inibidor da tirosina-quinase usado no tratamento de cancro da mama.